# Danh sách đĩa đơn quán quân Hot 100 năm 1987 (Mỹ)
Dưới đây là danh sách các đĩa đơn đạt vị trí quán quân tại bảng xếp hạng Billboard Hot 100 trong năm 1987 tại Hoa Kỳ phát hành hàng tuần bởi tạp chí âm nhạc Billboard.
| Ngày phát hành | Ca khúc                                      | Nghệ sĩ                           | Chú thích |
| -------------- | -------------------------------------------- | --------------------------------- | --------- |
| 3 tháng 1      | "Walk Like an Egyptian"                      | The Bangles                       |           |
| 10 tháng 1     | "Walk Like an Egyptian"                      | The Bangles                       | [ 1 ]     |
| 17 tháng 1     | "Shake You Down"                             | Gregory Abbott                    | [ 2 ]     |
| 24 tháng 1     | "At This Moment"                             | Billy Vera và the Beaters         | [ 3 ]     |
| 31 tháng 1     | "At This Moment"                             | Billy Vera và the Beaters         | [ 4 ]     |
| 7 tháng 2      | "Open Your Heart"                            | Madonna                           | [ 5 ]     |
| 14 tháng 1     | "Livin' on a Prayer"                         | Bon Jovi                          | [ 6 ]     |
| 21 tháng 2     | "Livin' on a Prayer"                         | Bon Jovi                          | [ 7 ]     |
| 28 tháng 2     | "Livin' on a Prayer"                         | Bon Jovi                          | [ 8 ]     |
| 7 tháng 3      | "Livin' on a Prayer"                         | Bon Jovi                          | [ 9 ]     |
| 14 tháng 3     | "Jacob's Ladder"                             | Huey Lewis và the News            | [ 9 ]     |
| 21 tháng 3     | "Lean on Me"                                 | Club Nouveau                      | [ 10 ]    |
| 28 tháng 3     | "Lean on Me"                                 | Club Nouveau                      | [ 11 ]    |
| 4 tháng 4      | "Nothing's Gonna Stop Us Now"                | Starship                          | [ 12 ]    |
| 11 tháng 4     | "Nothing's Gonna Stop Us Now"                | Starship                          | [ 13 ]    |
| 18 tháng 4     | "I Knew You Were Waiting (for Me)"           | Aretha Franklin và George Michael | [ 14 ]    |
| 25 tháng 4     | "I Knew You Were Waiting (for Me)"           | Aretha Franklin và George Michael |           |
| 2 tháng 5      | "(I Just) Died in Your Arms"                 | Cutting Crew                      | [ 15 ]    |
| 9 tháng 5      | "(I Just) Died in Your Arms"                 | Cutting Crew                      | [ 16 ]    |
| 16 tháng 5     | "With or Without You"                        | U2                                | [ 17 ]    |
| 23 tháng 5     | "With or Without You"                        | U2                                | [ 18 ]    |
| 30 tháng 5     | "With or Without You"                        | U2                                | [ 19 ]    |
| 6 tháng 6      | "You Keep Me Hangin' On"                     | Kim Wilde                         | [ 20 ]    |
| 13 tháng 6     | "Always"                                     | Atlantic Starr                    |           |
| 20 tháng 6     | "Head to Toe"                                | Lisa Lisa and Cult Jam            | [ 21 ]    |
| 27 tháng 6     | "I Wanna Dance with Somebody (Who Loves Me)" | Whitney Houston                   | [ 22 ]    |
| 4 tháng 7      | "I Wanna Dance with Somebody (Who Loves Me)" | Whitney Houston                   | [ 23 ]    |
| 11 tháng 7     | "Alone"                                      | Heart                             | [ 24 ]    |
| 18 tháng 7     | "Alone"                                      | Heart                             | [ 25 ]    |
| 25 tháng 7     | "Alone"                                      | Heart                             | [ 26 ]    |
| 1 tháng 8      | "Shakedown"                                  | Bob Seger                         | [ 27 ]    |
| 8 tháng 8      | "I Still Haven't Found What I'm Looking For" | U2                                | [ 28 ]    |
| 15 tháng 8     | "I Still Haven't Found What I'm Looking For" | U2                                | [ 29 ]    |
| 22 tháng 8     | "Who's That Girl"                            | Madonna                           | [ 30 ]    |
| 29 tháng 8     | "La Bamba"                                   | Los Lobos                         | [ 31 ]    |
| 5 tháng 9      | "La Bamba"                                   | Los Lobos                         | [ 32 ]    |
| 12 tháng 9     | "La Bamba"                                   | Los Lobos                         | [ 33 ]    |
| 19 tháng 8     | "I Just Can't Stop Loving You"               | Michael Jackson                   | [ 34 ]    |
| 26 tháng 9     | "Didn't We Almost Have It All"               | Whitney Houston                   | [ 35 ]    |
| 3 tháng 10     | "Didn't We Almost Have It All"               | Whitney Houston                   | [ 36 ]    |
| 10 tháng 10    | "Here I Go Again"                            | Whitesnake                        |           |
| 17 tháng 10    | "Lost in Emotion"                            | Lisa Lisa and Cult Jam            | [ 37 ]    |
| 24 tháng 10    | "Bad"                                        | Michael Jackson                   | [ 38 ]    |
| 31 tháng 10    | "Bad"                                        | Michael Jackson                   | [ 39 ]    |
| 7 tháng 11     | "I Think We're Alone Now"                    | Tiffany                           | [ 40 ]    |
| 14 tháng 11    | "I Think We're Alone Now"                    | Tiffany                           |           |
| 21 tháng 11    | "Mony Mony"                                  | Billy Idol                        | [ 41 ]    |
| 28 tháng 11    | "(I've Had) The Time of My Life"             | Bill Medley và Jennifer Warnes    | [ 42 ]    |
| 5 tháng 12     | "Heaven is a Place on Earth"                 | Belinda Carlisle                  | [ 43 ]    |
| 12 tháng 12    | "Faith"                                      | George Michael                    | [ 44 ]    |
| 19 tháng 12    | "Faith"                                      | George Michael                    | [ 45 ]    |
| 26 tháng 12    | "Faith"                                      | George Michael                    | [ 46 ]    |